# 3614 Tumilty
3614 Tumilty је астероид главног астероидног појаса са пречником од приближно 58,12 .
Афел астероида је на удаљености од 3,366 астрономских јединица (АЈ) од Сунца, а перихел на 2,595 АЈ.
Ексцентрицитет орбите износи 0,129, инклинација (нагиб) орбите у односу на раван еклиптике 16,649 степени, а орбитални период износи 1879,713 дана (5,146 година).
Апсолутна магнитуда астероида је 10,70 а геометријски албедо 0,027.
Астероид је откривен 12. јануара 1983. године.